# Tajfun Šanšan (2024)
Tajfun Šanšan je bil močan tropski ciklon, ki je konec avgusta 2024 potoval čez Japonsko. Kot eden najmočnejših ciklonov, ki je dosegel glavnino Japonskega otočja v zadnjih nekaj desetletjih, je ob velikih količinah padavin povzročal plazenje, poplave in poškodoval številne objekte. Na jugu otočja je zahteval več žrtev, vsaj 100 ljudi je bilo ranjenih zaradi padajočega drevja in rušenja hiš, tudi drugod pa je povzročal motnje v javnem prometu in izpade električne energije.

## Meteorološki razvoj
Prvič so ga zaznali 20. avgusta blizu Marijanskega otočja, ko se je začela oblikovati globoka konvekcija, naslednji dan pa ga je Japonska meteorološka agencija (JMA) klasificirala kot tropsko nevihto in ga poimenovala. Dan kasneje sta ga JMA in ameriški center za opozarjanje pred tajfuni na Havajih klasificirala kot tajfun prve stopnje po Saffir–Simpsonovi lestvici. Šanšan se je obrnil proti zahodu-severozahodu in se ustavil blizu otoka Kikaidžima na severu Marijanskega otočja, kjer je dosegel povprečno hitrost vetra 175 km/h v 10 minutah in tlak 935 hPa v sredici. 27. avgusta je sledil nov vrhunec s povprečno hitrostjo vetra 215 km/h, kar ustreza četrti stopnji po Saffir–Simpsonovi lestvici. Med potovanjem čez otočje Rjukju je ciklon začel razpadati in postal slabše definiran.
Nato se je obrnil proti severu in 29. avgusta dosegel glavnino Japonskega otočja v prefekturi Kagošima na jugu otoka Kjušu. Tam je zaradi interakcije z goratim ozemljem njegova jakost upadla na raven tropske nevihte. Sledil je obrat proti vzhodu ob severnem robu subtropske regije visokega zračnega tlaka, vzdolž katerega je Šanšan hitro prečkal notranje morje Seto in 30. avgusta prečkal severno konico otoka Šikoku. Konvekcija se je nato povečala nad odprtim morjem, nato pa se je Šanšan usmeril severno nad glavni japonski otok Honšu in tam v notranjosti 1. septembra dokončno razpadel.